# Collada dels Carants
La Collada dels Carants o des Carants és una collada que es troba en el terme municipal de la Vall de Boí, a la comarca de l'Alta Ribagorça, i dins del Parc Nacional d'Aigüestortes i Estany de Sant Maurici.
El nom prové de karantocanaleta o barranquet pendent i rocós per on salta aigua.
El coll està situat a 2.669,8 metres d'altitud, entre el Tuc de Carants al sud-sud-est i el Pic de les Costes al nord-nord-est; comunica Montanyó de Llacs (NE) i el Barranc dels Carants (SO).